# Simianus cyaneicollis
Simianus cyaneicollis is een keversoort uit de familie Callirhipidae. De wetenschappelijke naam van de soort werd in 1877 als Callirhipis cyaneicollis gepubliceerd door Charles Owen Waterhouse. De soort werd door Jiří Hájek in 2011 in het geslacht Simianus geplaatst. De soort komt voor in India en Nepal.